# 1982 год в Канаде
1982 год в истории Канады.

## События без точной даты
В 1982 году экономика Канады испытывала острый и затяжной кризис. Число банкротств увеличилось почти на треть, число безработных достигло полутора миллионов человек.

## События с датами

### Февраль
Первые сообщения о случаях СПИДа в Канаде.
14 февраля — 84 человека погибли в результате опрокидывания нефтяной платформы Ocean Ranger.

### Март
На 11 Международном фестивале короткометражных фильмов в Лилле в категории художественных фильмов главный приз поделили фильмы «Элвис Греттон» (режиссёры П.Фалардо и Ж.Пулен (Канада)) и «Лавка со сладостями» (режиссёр К.Кервен (США)).
8 марта — Акт о Канаде получил одобрение Палаты общин Великобритании.

### Апрель
17 апреля — Королева Великобритании Елизавета II подписала Акт о Канаде и новая конституция Канады вступила в силу. В отличие от действовавшего до этого момента Конституционного акта 1867 года в новой конституции добавлена глава о правах и свободах канадских граждан и о гарантиях этих свобод в масштабах федерации. Поправки к канадской конституции более не подлежат утверждению британским парламентом.
28 апреля — на выборах в Саскачеване побеждает Грант Девайн из Прогрессивно-консервативной партии, опередивший Аллана Блейкни (НДП).

### Май
На 7 Международном музыкальном фестивале в Тулоне вторая премия присуждена Р.Дж. Ранти (Канада).
8 мая — на Гран-при Бельгии погиб известный канадский автогонщик, пилот команды «Феррари» Жиль Вильнёв.
8 мая — Грант Девайн становится премьер-министром Саскачевана.
23 мая — Андре Бессетт причислен к лику блаженных римским папой Иоанном Павлом II.

### Июнь
На 5 Всемирном фестивале мультипликационного кино в Загребе премии удостоены фильмы «Э» (режиссёр Б. Пояр), «Птица-поросёнок» (режиссёр Р. Конди), премия за дебют присуждена фильму «Луна, луна, луна» (режиссёр В. Эльнекав).
13 июня в Монреале состоялся Гран-при Канады. Победителем стал Нельсон Пике. На старте гонки погиб молодой гонщик Риккардо Палетти.

### Июль
На 23 Международном кинофестивале в Карловых Варах премии за лучшее исполнение мужской роли удостоены Генри Фонда («На золотом озере», режиссёр Марк Райделл, США) и Дональд Сазерленд («Перешагнуть порог», режиссёр В. Пирс, Канада).
- 24 июля — родился Лука Маньотта — актёр гей-порно.
- 26 июля — Карэн Болдуин становится победительницей конкурса Мисс Вселенная в Лиме, Перу. Первая канадка, выигравшая этот конкурс.

### Август
23 августа — в Оттаве армянскими террористами из организации Бойцы за справедливость в отношении геноцида армян убит турецкий военный атташе Атилла Алтыкат.

### Сентябрь

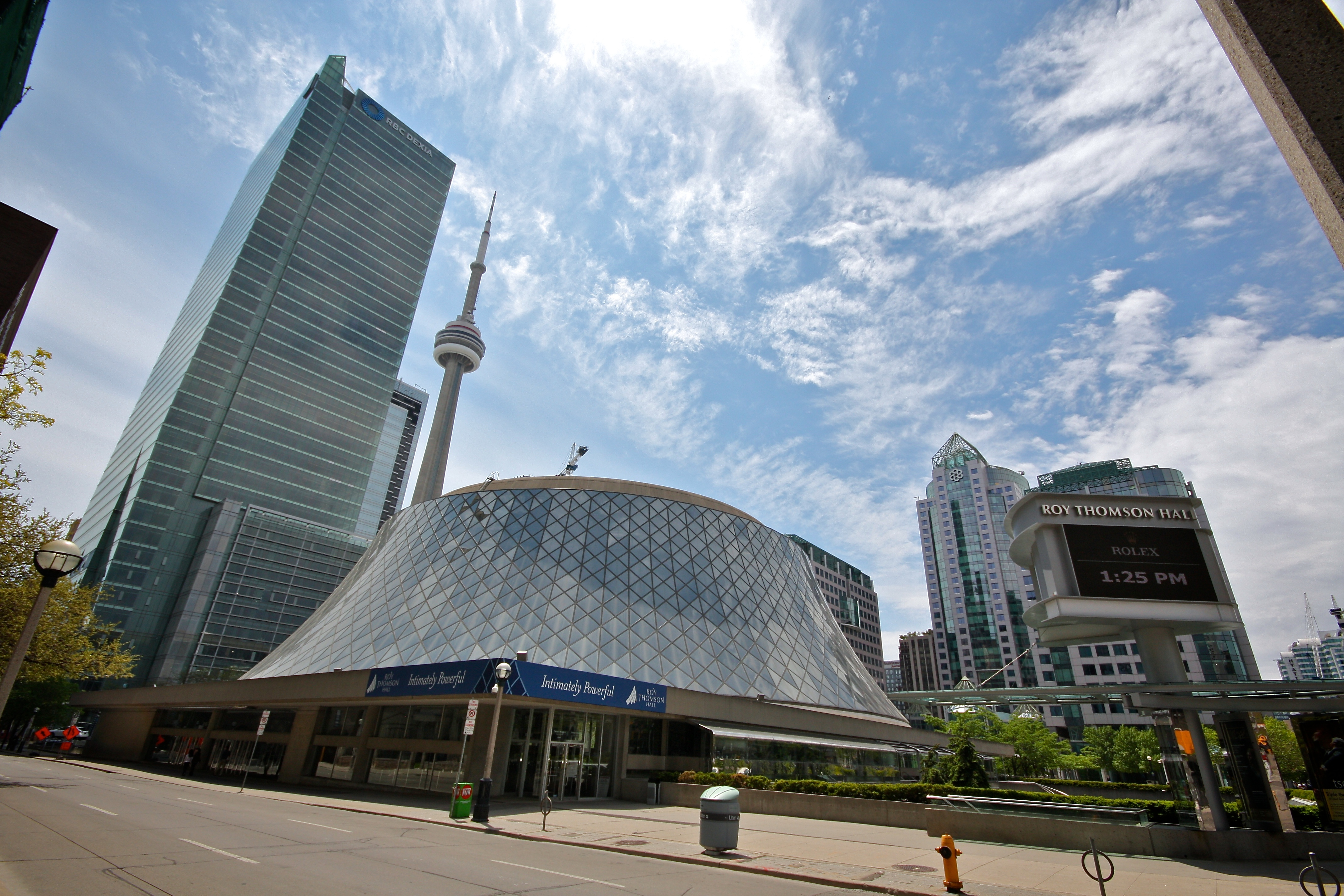
Рой-Томсон-холл в Торонто

В Торонто завершено строительство здания «Рой-Томсон-холл» (проект фирмы «Артур Эриксон ассошиэйтс», архитекторы Матерс и Холденби). В новом здании начал работать Торонтский симфонический оркестр (дирижёр Э. Дейвис) и хор имени Мендельсона (дирижёр Э. Айзелер).

### Октябрь
27 октября — День Доминиона переименован в День Канады.

### Ноябрь
Премьер-министр Канады Пьер Эллиот Трюдо посетил СССР (принял участие в похоронах Леонида Ильича Брежнева), состоялась беседа Николая Александровича Тихонова с Пьером Эллиотом Трюдо.
2 ноября — на выборах в Алберте вновь побеждает Питер Локхид из прогрессивно-консервативной партии.

### Декабрь
10 декабря — официально признана Канадская экономическая зона шириной в 200 морских миль (370 км).

## Спортивные достижения Канады в 1982 году
Чемпионат мира по горнолыжному спорту (28 января — 7 февраля), Шладминг (Австрия).
Скоростной спуск (женщины): Д.Сёренсен — золотая медаль, Л.Грэхэм — бронзовая медаль.
Чемпионат мира по скоростному бегу на коньках (6 — 7 февраля), Алкмар (Нидерланды).
Спринтерское многоборье (мужчины): Гаэтан Буше — серебряная медаль.
Чемпионат мира по фигурному катанию (9 — 13 марта), Копенгаген (Дания).
Одиночное катание (мужчины): Брайан Покар — бронзовая медаль.
Чемпионат мира и Европы по хоккею (15 — 29 апреля), Тампере, Хельсинки (Финляндия)
Сборная Канады — бронзовая медаль.
Чемпионат мира по гребле на байдарках и каноэ (28 июля — 1 августа), Белград (СФРЮ).
Байдарка-двойка (1000 метров) — серебряная медаль.
Чемпионат мира по плаванию, прыжкам в воду, водному поло и синхронному плаванию (29 июля — 7 августа), Гуаякиль, (Эквадор).
Женщины.
Брасс, 100 м: Э.Оттенбрайт — серебряная медаль (вместе с К.Роденбах (США)).
Брасс, 200 м: Э.Оттенбрайт — бронзовая медаль.
Мужчины.
Брасс, 100 м: Виктор Дэвис — серебряная медаль.
Брасс, 200 м: Виктор Дэвис — золотая медаль.
Синхронное плавание.
Одиночное плавание: К.Кришка — серебряная медаль.
Парное плавание: Канада (С.Хэмбрук и К.Кришка) — золотая медаль.
Групповое плавание: Канада — золотая медаль.
Чемпионат мира по вольной борьбе (11 — 14 августа), Эдмонтон (Канада).
2 средний вес: К.Дэвис — серебряная медаль.
Чемпионат мира по академической гребле (22 — 29 августа), Люцерн (Швейцария).
Женщины.
Двойка парная: Канада — бронзовая медаль.
Двойка распашная: Канада — бронзовая медаль.
Чемпионат мира по стрелковому спорту (2 — 14 ноября), Каракас (Венесуэла).
Траншейный стенд:
С.Нетресс — серебряная медаль.

## Персоналии

### Верховная власть
- Глава государства (монарх) — королева Елизавета II (консорт — принц Филипп, герцог Эдинбургский)

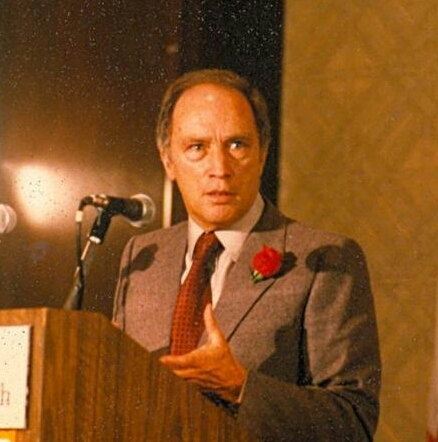
Пьер Эллиот Трюдо

### Федеральное правительство
- Генерал-губернатор — Эдвард Шреер
- Премьер-министр — Пьер Эллиот Трюдо

### Премьер-министры
- Премьер-министр Альберты — Питер Локхид
- Премьер-министр Британской Колумбии — Билл Беннетт
- Премьер-министр Манитобы — Ховард Паули
- Премьер-министр Нью-Брансуика — Ричард Хатфилд
- Премьер-министр Ньюфаундленда и Лабрадора — Брайан Пекфорд
- Премьер-министр Новой Шотландии — Джон Бучанан
- Премьер-министр Онтарио — Билл Дэвис
- Премьер-министр Острова Принца Эдварда — Джеймс Ли
- Премьер-министр Квебека — Рене Левек
- Премьер-министр Саскачевана — Грант Девайн

### Родились
- 10 марта — Кэтлин Студи, пловчиха

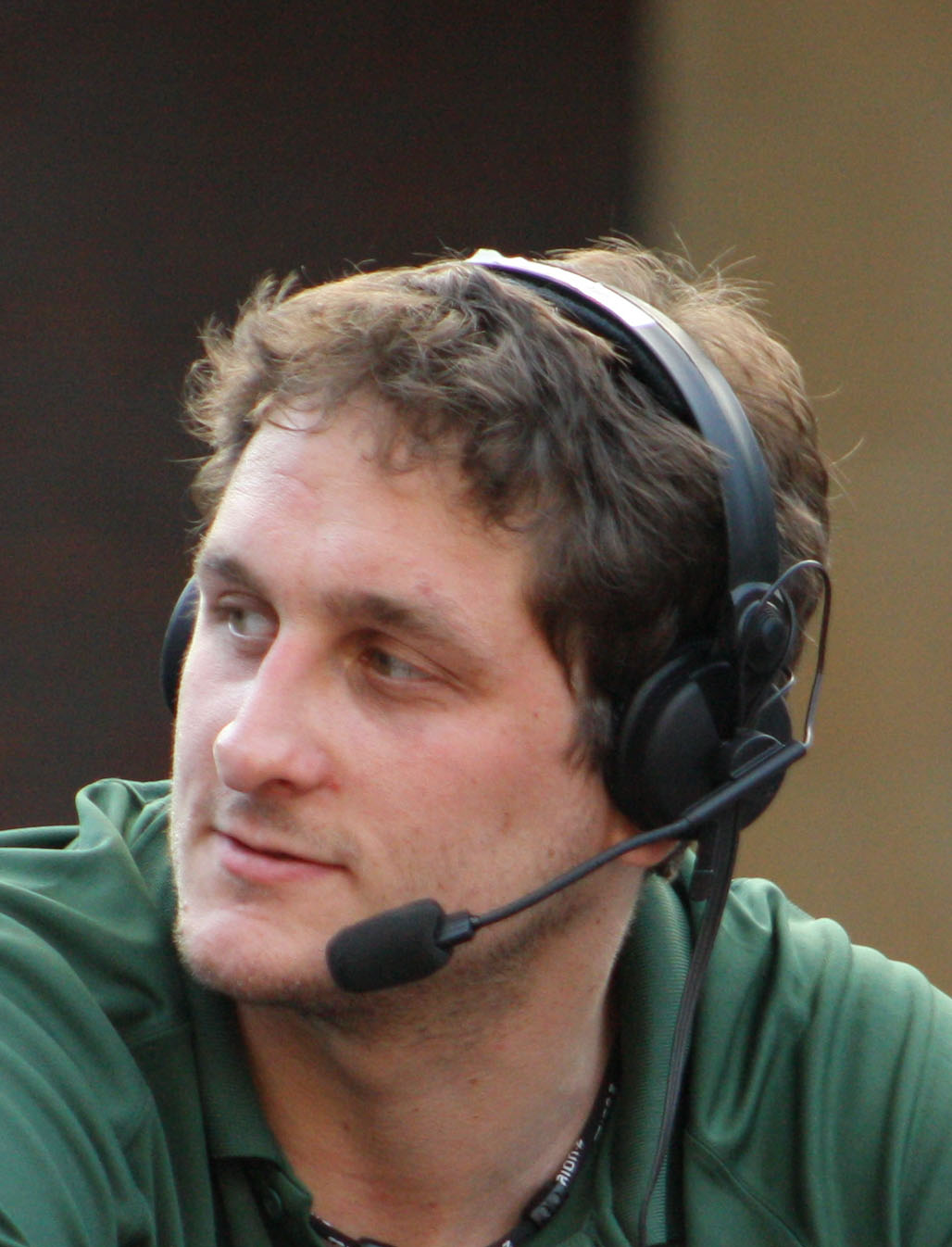
Дерек Бугард, хоккеист

- 18 марта — Мэтью Ломбарди, хоккеист
- 30 марта — A-Trak, диджей и музыкант
- 14 апреля — Лиз Левейль, гимнастка
- 16 апреля — Арон Фелтхам, ватерполист
- 12 мая — Райан Уилкинсон, футболистка
- 16 июня — Кэти Тремблей, триатлонистка
- 23 июня — Дерек Бугард, хоккеист
- 6 июля — Келли Стефанишин, пловчиха
- 1 сентября — Джеффри Баттл, фигурист, бронзовый призёр ХХ олимпийских игр в Турине в 2006 году, чемпион мира 2008 года
- 3 сентября — Сара Бёрк, фристайлистка
- 29 ноября — Элизабет Коллинз, пловчиха
- 13 декабря — Дэн Хэмьюс, хоккеист
- 30 декабря — Кристин Кройк, актриса

### Умерли
- 28 марта — Уильям Фрэнсис Джиок, химик и лауреат Нобелевской премии (р.1895)
- 8 мая — Жиль Вильнёв, автогонщик, пилот Формулы-1 (р.1950)
- 28 июня — Игорь Гузенко, русский перебежчик (р.1919)
- 25 июля — Хэл Фостер, карикатурист (р.1892)
- 4 октября — Гленн Гульд, пианист (р.1932)
- 16 октября — Хью Джон Флемминг, политик и 24-й премьер-министр Нью-Брансуика (р.1899)
- 16 октября — Ганс Селье, эндокринолог (р.1907)
- 18 октября — Джон Робартс, адвокат, политик и 17-й премьер-министр Онтарио (р.1917)
- 2 ноября — Д. Дьюи Сопер, арктический исследователь, зоолог, орнитолог и писатель (р.1893)
- 19 ноября — Ирвинг Гофман, социолог и писатель (р.1922)
- 29 ноября — Перси Уильямс, легкоатлет, двукратный олимпийский чемпион (р.1908)
- 7 декабря — Гарри Джером, легкоатлет (р.1940)
- 19 декабря — Джордж Исаак Смит, адвокат, политик и премьер-министр Новой Шотландии (р.1909)